# Зенешть
Зенешть, Зенешті (рум. Zănești) — село у повіті Нямц в Румунії. Входить до складу комуни Зенешть.
Село розташоване на відстані 266 км на північ від Бухареста, 18 км на південний схід від П'ятра-Нямца, 87 км на південний захід від Ясс, 147 км на північний схід від Брашова.

## Населення
За даними перепису населення 2002 року у селі проживали 5012 осіб. Усі жителі села рідною мовою назвали румунську.
Національний склад населення села:
| Національність | Кількість осіб | Відсоток |
| -------------- | -------------- | -------- |
| румуни         | 5004           | 99,8%    |
| цигани         | 7              | 0,1%     |